# Tiny Webb
Mitchell „Tiny“ Webb  (auch Big Tiny Webb, * um 1920; † nach 1954) war ein US-amerikanischer Jazz- und Rhythm-&-Blues-Musiker (Gitarre).

## Leben und Wirken
Webb arbeitete seit Mitte der 1940er-Jahre in Los Angeles mit Happy Johnson, Jesse Perry, Duke Henderson, Dorothy Donegan, Jay McShann, Hadda Brooks, Sylvester Mike, Lowell Fulson, Johnny Crawford, Jimmy Witherspoon („Miss Clawdy B“), Ray Charles („Blues Before Sunrise“), Floyd Dixon („That’ll Get It“), Betty Hall Jones und Eddie Williams; 1949 nahm er unter eigenem Namen für Modern Records die R&B-Nummer „Billboard Special“ und den Bluestitel „Tiny’s Down Home“ auf.
Im selben Jahr hatte Webb mit dem Red Miller Trio mit „Bewildered“ einen Nummer-eins-Hit in den Billboard-R&B-Charts; mit dem Maxine Trio („Confession Blues“, mit Ray Charles) gelangte er auf Platz 5. In den frühen 1950er-Jahren wirkte er bei Aufnahmen von Velma Middleton, Lloyd Glenn, Percy Mayfield, Helen Humes und Earl Bostic mit. Im Bereich des Jazz und Rhythm & Blues war er zwischen 1945 und 1954 an 41 Aufnahmesessions beteiligt, zuletzt mit Sonny Knight und dem Maxwell Davis Orchestra. Webb, der rund 150 kg wog, starb in jungen Jahren an den Folgen der Adipositas.